# Пополяры за Италию
Пополяры за Италию (итал. Popolari per l’Italia) — итальянская партия христианско-демократического и популяристского направления, основанная 23 ноября 2013 года.

## История создания
Создание партии провозглашено 23 ноября 2013 года на съезде в римском театре Квирино с участием партии «Союз Центра» Пьера Фердинандо Казини, Лоренцо Чеза и министра государственной службы в правительстве Энрико Летта Джанпьеро Д’Алия, а также парламентариев, разорвавших политические связи с партией «Гражданский выбор», которых возглавил сенатор и действующий министр обороны Марио Мауро. 28 января 2014 года на пресс-конференции в Риме Марио Мауро со своими единомышленниками подтвердили планы создания новой партии, назвав главным потенциальным союзником «Новый правый центр» Анджелино Альфано и призвав к сотрудничеству Союз Центра. Избранный председателем партии Мауро также заявил о необходимости объединения сил, готовых противостоять проведению через парламент проекта новой редакции закона о выборах, согласованного на переговорах председателя Демократической партии Маттео Ренци и лидера партии «Вперёд, Италия» Берлускони. 8 февраля 2014 года в «храме Адриана» (то есть, в здании торгово-промышленной палаты, построенном над его руинами) на новом собрании организаторы объявили об официальном рождении новой партии, а также состоялась презентация её символики, в ходе которой Мауро объявил о наличии пополяров в местных органах власти и планах участия партии отдельным списком в европейских выборах 2014 года.

## Представительство в парламенте XVII-го созыва
Новая партия, не успев принять участия в парламентских выборах 24-25 февраля 2013 года, 10 декабря 2013 года получила фракции в обеих палатах парламента, образованные депутатами Союза Центра и другими, прежде входившими в единые фракции с партией «Гражданский выбор».
Фракция в Сенате Италии, созданная 19 марта 2013 года как единая фракция партии «Гражданский выбор» и её союзников под названием «Гражданский выбор для Италии» и носящая с 27 ноября 2013 года наименование «За Италию», утратила связь с «Гражданским выбором» после ухода из неё 9 декабря 2013 года Марио Монти и семи его сторонников. Численность фракции по состоянию на 10 декабря 2013 года составила 12 человек.
Единая фракция в Палате депутатов под названием «За Италию» образована 10 декабря 2013 года в результате перехода в неё 20 депутатов из фракции «Гражданский выбор за Италию» (4 декабря 2014 года фракция приняла наименование «За Италию — Демократический центр»).

## Участие в правительстве Летта
Отделившись от «Гражданского выбора», пополяры сохранили за собой часть мест этой партии в правительстве Летта. Помимо Марио Мауро, их представителем в этом правительстве стал младший статс-секретарь (Sottosegretario di Stato) Министерства иностранных дел Марио Джиро.
| Ведомство                    | Должность               | Имя         | Примечания |
| ---------------------------- | ----------------------- | ----------- | ---------- |
| Министерство обороны         | Министр                 | Марио Мауро |            |
| Министерство иностранных дел | Младший статс-секретарь | Марио Джиро |            |

## Участие в правительстве Ренци
22 февраля 2014 года принесло присягу правительство под председательством Маттео Ренци, в котором «пополяры» не получили ни одного министерского кресла. 28 февраля 2014 года в министерства были назначены младшие статс-секретари (Sottosegretario di Stato) и заместители министров (Viceministro), некоторые из этих должностей достались «пополярам».
4 июля 2014 года группа представителей пополяров, в том числе заместитель министра сельского хозяйства Андреа Оливеро и младший статс-секретарь Министерства иностранных дел Марио Джиро, вышли из партии и основали движение Democrazia Solidale.
3 июня 2015 года лидер пополяров Марио Мауро объявил о прекращении сотрудничества с правительственным большинством в парламенте по решению национального правления партии, вследствие чего младший статс-секретарь Министерства образования Анджела Д'Онгия и младший статс-секретарь Министерства обороны Доменико Росси объявили о прекращении своего членства в партии.
| Ведомство                                                              | Должность               | Имя             | Примечания           |
| ---------------------------------------------------------------------- | ----------------------- | --------------- | -------------------- |
| Министерство сельскохозяйственной, продовольственной и лесной политики | Заместитель министра    | Андреа Оливеро  | До 4 июля 2014 года. |
| Министерство иностранных дел                                           | Младший статс-секретарь | Марио Джиро     | До 4 июля 2014 года. |
| Министерство обороны                                                   | Младший статс-секретарь | Доменико Росси  | До 3 июня 2015 года. |
| Министерство образования, университетов и научных исследований         | Младший статс-секретарь | Анджела Д'Онгия | До 3 июня 2015 года. |

## Европейские выборы 2014 года
«Пополяры за Италию» не смогли договориться об участии в едином списке Нового правого центра и Союза центра и не участвовали в выборах 25 мая 2014 года в качестве партии, однако их представители вошли в упомянутый список в личном качестве.